# Televisão na Macedônia do Norte
A televisão na Macedônia do Norte foi primariamente introduzida no ano de 1964. As transmissões DVB-T no país são de definição padrão e de alta definição, MPEG-4, modulação x7F, 64-QAM e taxa de código 2/3.
| Nome                 | Proprietário            | Programação | Tipo             | Criptografia | MUX |
| -------------------- | ----------------------- | ----------- | ---------------- | ------------ | --- |
| MRT 1                | Radiodifusora macedônia | Geral       | Emissora pública | Livre        | 4   |
| MRT 2                | Radiodifusora macedônia | Geral       | Emissora pública | Livre        | 4   |
| MRT 3                | Radiodifusora macedônia | Geral       | Emissora pública | Livre        | 4   |
| MRT Sobraniski Kanal | Radiodifusora macedônia | Parlamentar | Emissora pública | Livre        | 4   |
| MRT 1 HD             | Radiodifusora macedônia | Geral       | Emissora pública | Livre        | 5   |
| Alsat-M              | TV Alsat-M              | Geral       | Canal privado    | Livre        | 6   |
| Kanal 5              | TV Kanal 5              | Geral       | Canal privado    | Livre        | 6   |
| Sitel TV             | TV Sitel                | Geral       | Canal privado    | Livre        | 6   |
| Alfa TV              | TV Alfa                 | Geral       | Canal privado    | Livre        | 6   |
| Telma TV             | TV Telma                | Geral       | Canal privado    | Livre        | 6   |

| Nome          | Região     | Programação | Tipo          | Criptografia | MUX |
| ------------- | ---------- | ----------- | ------------- | ------------ | --- |
| TV EDO        | D1 Escópia | Regional    | Canal privado | Livre        | 7   |
| TV ERA        | D1 Escópia | Regional    | Canal privado | Livre        | 7   |
| TV BTR        | D1 Escópia | Regional    | Canal privado | Livre        | 7   |
| TV Shutel     | D1 Escópia | Regional    | Canal privado | Livre        | 7   |
| TV MTM        | D1 Escópia | Regional    | Canal privado | Livre        | 7   |
| TV Skopje     | D1 Escópia | Regional    | Canal privado | Livre        | 7   |
| TV Tikveshija | D1 Escópia | Regional    | Canal privado | Livre        | 7   |
| KTV Kavadarci | D1 Veles   | Regional    | Canal privado | Livre        | 7   |
| Sitel 2       | D2         | Regional    | Canal privado | Livre        | 7   |
| K3 Television | D2         | Regional    | Canal privado | Livre        | 7   |
| TV Plus       | D2         | Regional    | Canal privado | Livre        | 7   |
| KRT           | D2         | Regional    | Canal privado | Livre        | 7   |
| TV Festa      | D2         | Regional    | Canal privado | Livre        | 7   |
| TV Hana       | D2         | Regional    | Canal privado | Livre        | 7   |
| TV Star       | D3         | Regional    | Canal privado | Livre        | 7   |
| TV D1         | D3         | Regional    | Canal privado | Livre        | 7   |
| TV Iris       | D3         | Regional    | Canal privado | Livre        | 7   |
| TV Vis        | D4         | Regional    | Canal privado | Livre        | 7   |
| TV Kobra      | D4         | Regional    | Canal privado | Livre        | 7   |
| TV VTV        | D4         | Regional    | Canal privado | Livre        | 7   |
| TV Boem       | D5         | Regional    | Canal privado | Livre        | 7   |
| TV Vizhn-BM   | D5         | Regional    | Canal privado | Livre        | 7   |
| TV Uskana     | D5         | Regional    | Canal privado | Livre        | 7   |
| TV NTV        | D6         | Regional    | Canal privado | Livre        | 7   |
| TV Kanal 3    | D7         | Regional    | Canal privado | Livre        | 7   |
| TV Koha       | D8         | Regional    | Canal privado | Livre        | 7   |
| TV Menada     | D8         | Regional    | Canal privado | Livre        | 7   |
| TV Kiss       | D8         | Regional    | Canal privado | Livre        | 7   |
| TV Chegrani   | D8         | Regional    | Canal privado | Livre        | 7   |

## TVIP
Em 17 de Novembro de 2008, o TVIP começou oficialmente na Macedônia do Norte juntamento quando o primeiro serviço de TVIP do país, o MaxTV, foi lançado pela Makedonski Telekom.

## Televisão a cabo
A televisão a cabo na Macedônia do Norte está altamente desenvolvida, com uma penetração em Escópia a nível de 67% nas residências. Há 49 provedores de TV a cabo com os dois maiores Blizoo e Telekabel liderando no mercado nacional com 80%. Ambos oferecem televisão a cabo em modo analógico e digital, introduziram também o triple play no início de 2007.

## Canais de televisão públicos com frequência nacional
- MRT 1
- MRT 2
- MRT Sobraniski Kanal

## Canais de TV a nível estadual através do operador multiplex digital terrestre
- Sitel TV
- Kanal 5
- Alfa TV
- Telma TV
- Alsat-M

## Canais de TV a nível estadual através da rede pública de comunicações eletrônicas
- TV Art

## Canais de TV a nível estadual através de satélite
- Sitel 3
- Kanal 5 plus
- 24 Vesti
- Naša TV
- TV Sonce

## Canais de TV a nível regional através da rede pública de comunicações eletrônicas que utilizam recursos limitados
- TV Skajnet
- TV Tera
- TV M

## Canais em Alta definição
- MRT 1 HD
- Sitel HD
- Kanal 5 HD
- Alfa HD

## Canais por satélite em macedônio
- MRT 1
- MRT Sat
- MPT 2 Sat|MRT 2 Sat
- Sitel
- Sitel 3
- Kanal 5
- Kanal 5 plus
- Alfa TV
- 24 Vesti
- Naša TV
- TV Sonce
- Era TV

## Canais internacionais traduzidos para o macedônio
Canais marcados com um asterisco (*) têm áudio em macedônio, todos os outros possuem legendas apenas
- FOX TV
- Fox Life
- Fox Crime
- 24Kitchen
- AXN Adria*
- Discovery Channel
- Animal Planet
- Discovery Travel & Living
- E!
- HBO Adria*
- HBO Comedy*
- DaVinci Learning
- National Geographic Channel
- History Channel
- MTV Adria
- OrlandoKids*
- CineStar TV
- CineStar Action & Thriller
- Viasat TV1000
- Viasat History
- Viasat Nature
- Viasat Explore
- Animal Planet HD
- Discovery HD Showcase
- Travel Channel
- Tring Max
- FilmBOX HD
- FilmBOX Plus
- DocuBOX HD